# Lihons
Lihons és un municipi francès situat al departament del Somme i a la regió dels Alts de França. L'any 2007 tenia 383 habitants.

## Demografia

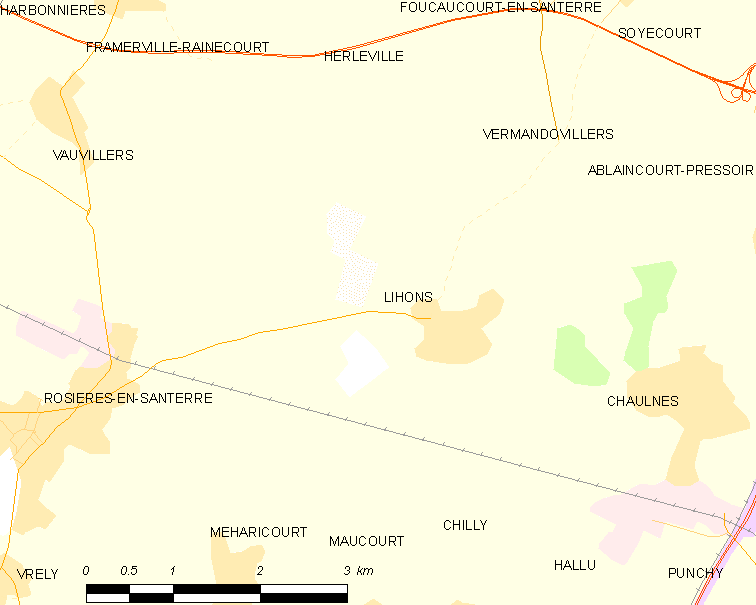
Mapa del municipi

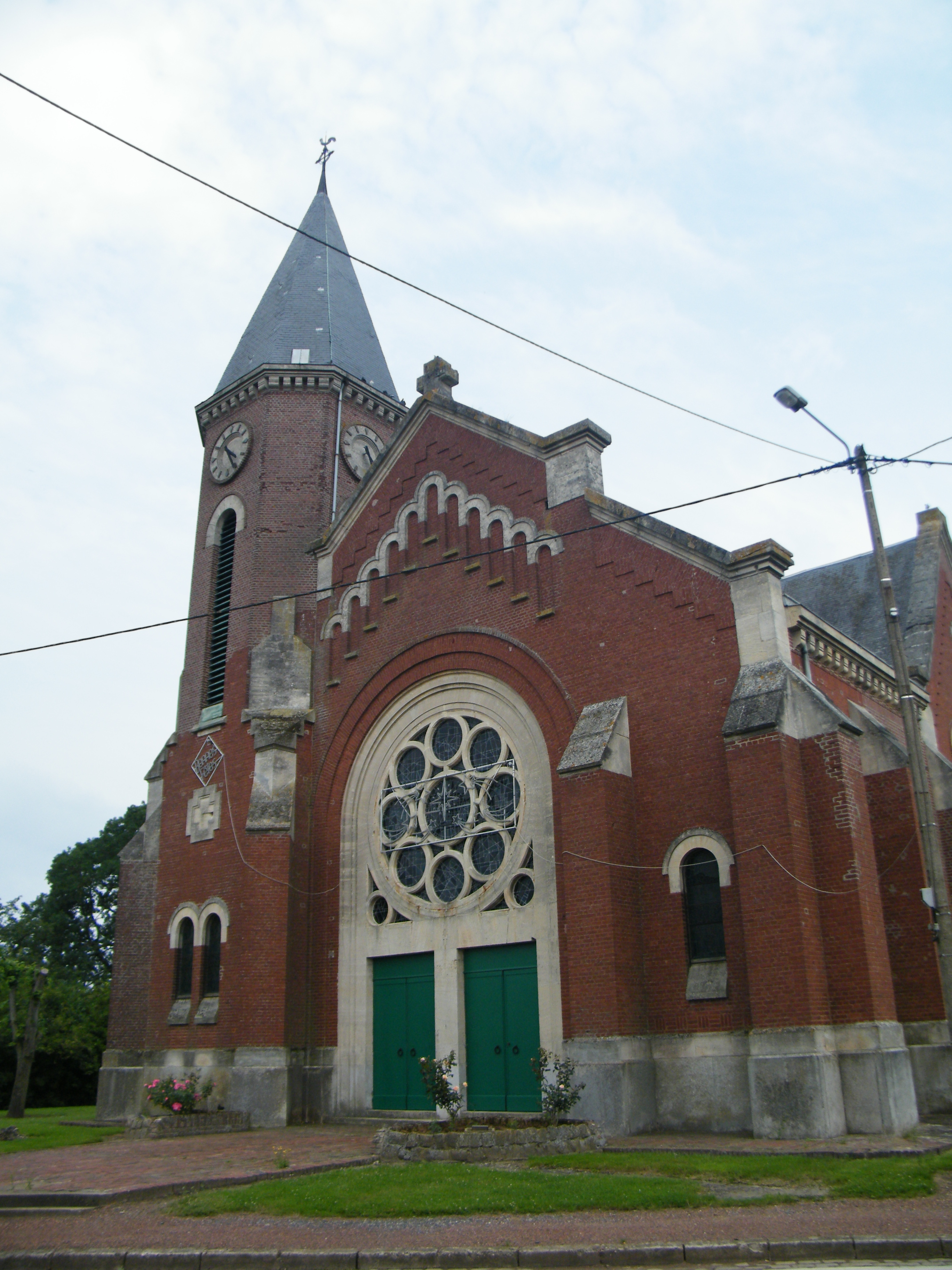
Església

### Població
El 2007 la població de fet de Lihons era de 383 persones. Hi havia 152 famílies de les quals 40 eren unipersonals (20 homes vivint sols i 20 dones vivint soles), 44 parelles sense fills, 60 parelles amb fills i 8 famílies monoparentals amb fills.
La població ha evolucionat segons el següent gràfic:

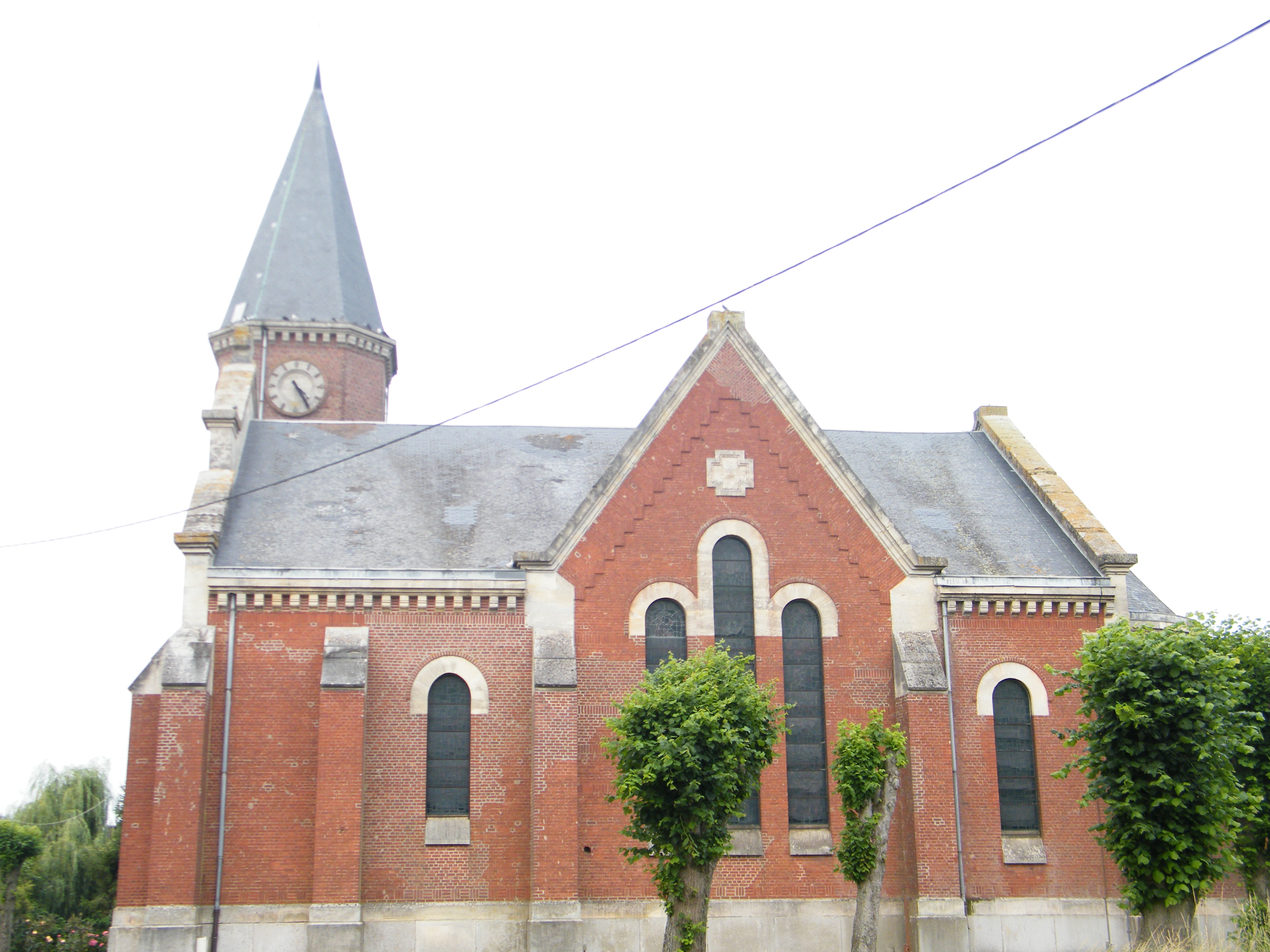

Habitants censats

### Habitatges
El 2007 hi havia 167 habitatges, 153 eren l'habitatge principal de la família, 11 eren segones residències i 3 estaven desocupats. 165 eren cases i 2 eren apartaments. Dels 153 habitatges principals, 127 estaven ocupats pels seus propietaris, 24 estaven llogats i ocupats pels llogaters i 2 estaven cedits a títol gratuït; 4 tenien dues cambres, 28 en tenien tres, 49 en tenien quatre i 72 en tenien cinc o més. 101 habitatges disposaven pel capbaix d'una plaça de pàrquing. A 69 habitatges hi havia un automòbil i a 62 n'hi havia dos o més.

### Piràmide de població
La piràmide de població per edats i sexe el 2009 era:
| Homes | Edats   | Dones |
| ----- | ------- | ----- |
| 0     | 95 o +  | 0     |
| 0     | 90 a 94 | 0     |
| 0     | 85 a 89 | 8     |
| 0     | 80 a 84 | 12    |
| 8     | 75 a 79 | 4     |
| 16    | 70 a 74 | 12    |
| 4     | 65 a 69 | 8     |
| 4     | 60 a 64 | 8     |
| 8     | 55 a 59 | 8     |
| 4     | 50 a 54 | 0     |
| 4     | 45 a 49 | 16    |
| 12    | 40 a 44 | 8     |
| 28    | 35 a 39 | 16    |
| 20    | 30 a 34 | 16    |
| 12    | 25 a 29 | 20    |
| 16    | 20 a 24 | 0     |
| 20    | 15 a 19 | 8     |
| 12    | 10 a 14 | 16    |
| 16    | 5 a 9   | 12    |
| 16    | 0 a 4   | 12    |

## Economia

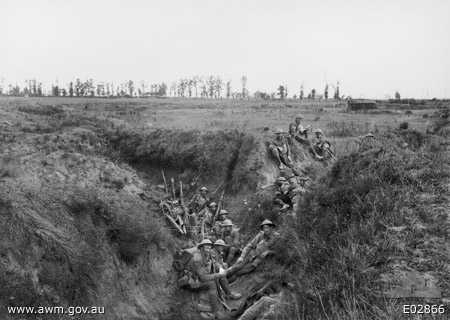
Primera Guerra Mundial

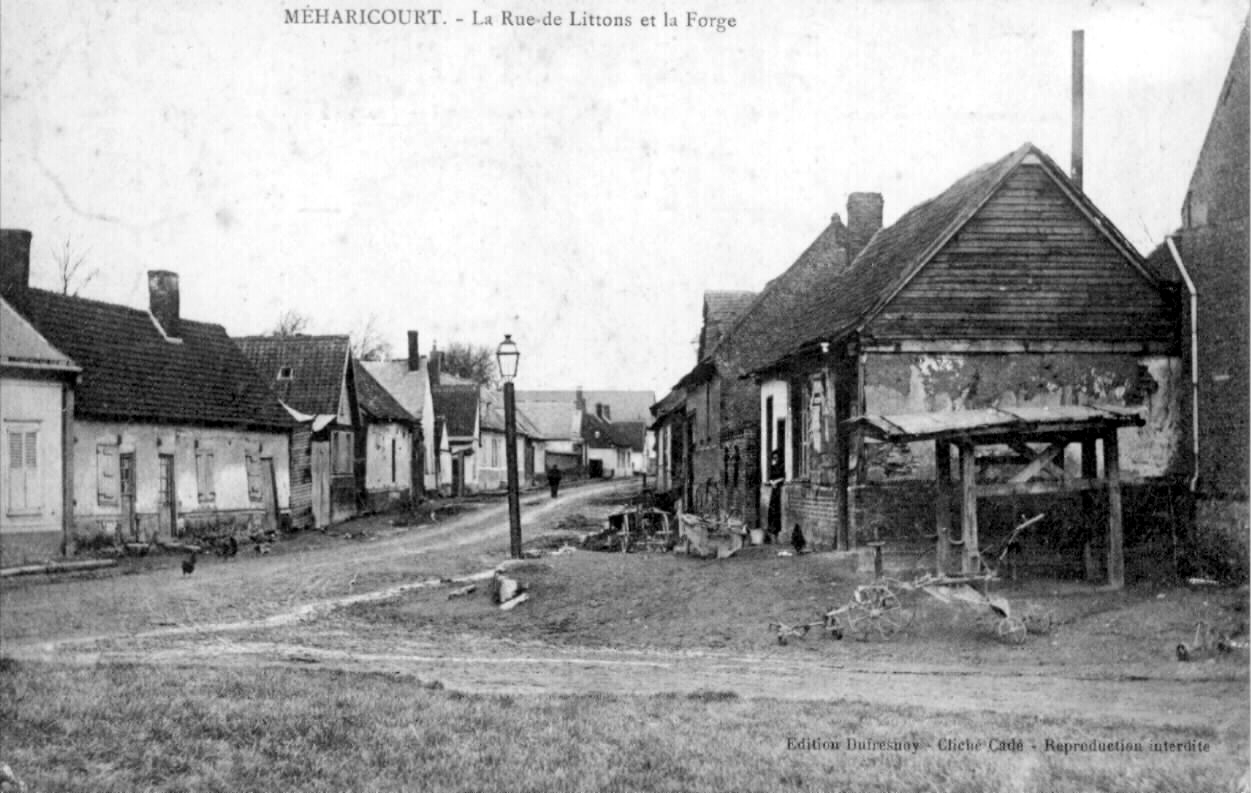
Primera Guerra Mundial

El 2007 la població en edat de treballar era de 244 persones, 182 eren actives i 62 eren inactives. De les 182 persones actives 159 estaven ocupades (93 homes i 66 dones) i 24 estaven aturades (7 homes i 17 dones). De les 62 persones inactives 14 estaven jubilades, 22 estaven estudiant i 26 estaven classificades com a «altres inactius».

### Ingressos
El 2009 a Lihons hi havia 156 unitats fiscals que integraven 380 persones, la mediana anual d'ingressos fiscals per persona era de 14.930 €.

### Activitats econòmiques
Dels 12 establiments que hi havia el 2007, 4 eren d'empreses extractives, 1 d'una empresa de construcció, 1 d'una empresa de comerç i reparació d'automòbils, 3 d'empreses de transport, 2 d'empreses d'hostatgeria i restauració i 1 d'una empresa classificada com a «altres activitats de serveis».
Dels 4 establiments de servei als particulars que hi havia el 2009, 1 era un taller de reparació d'automòbils i de material agrícola, 1 empresa de construcció, 1 perruqueria i 1 restaurant.
L'any 2000 a Lihons hi havia 9 explotacions agrícoles que ocupaven un total de 408 hectàrees.

## Equipaments sanitaris i escolars

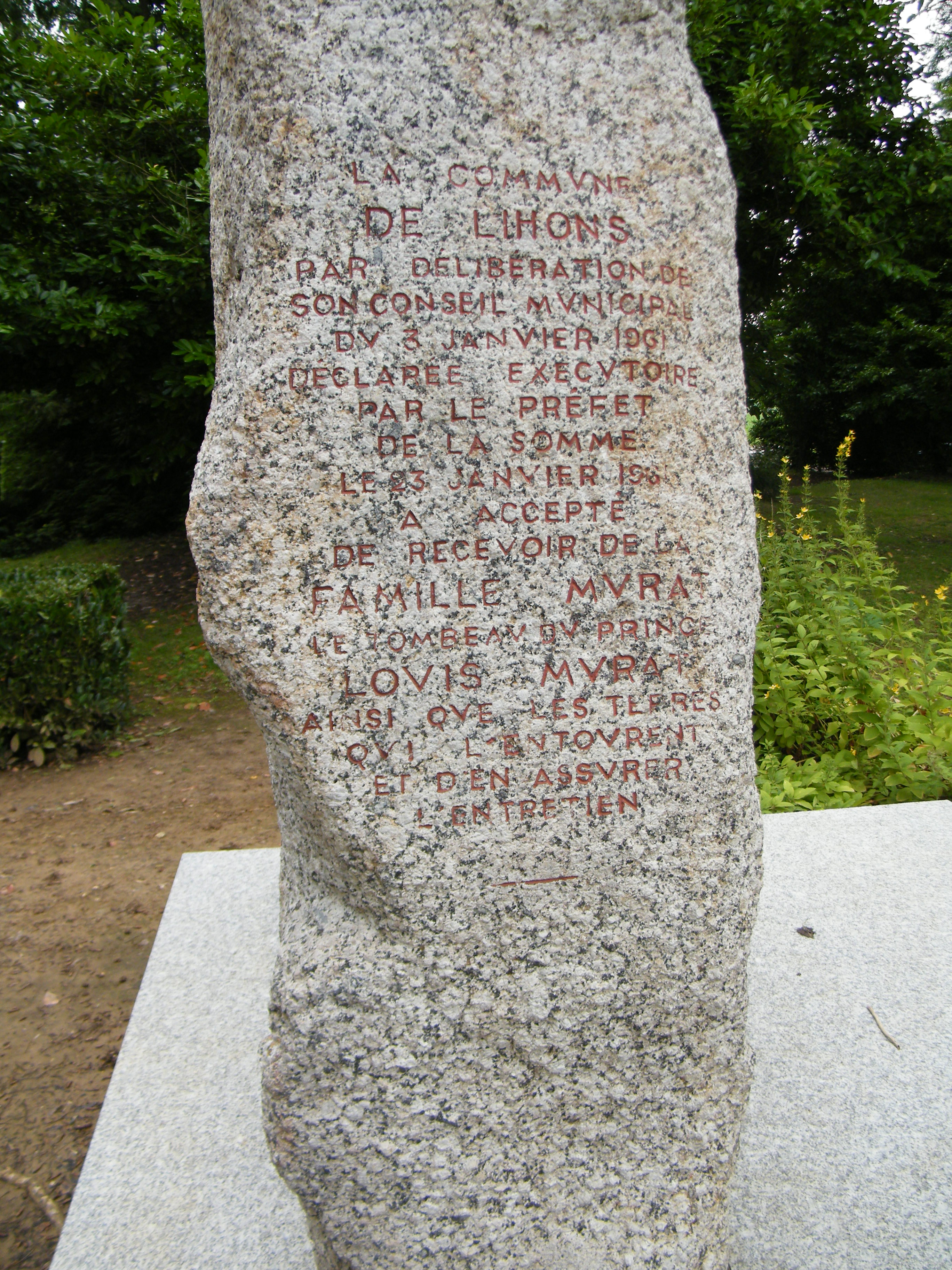

El 2009 hi havia una escola elemental integrada dins d'un grup escolar amb les comunes properes formant una escola dispersa.

## Poblacions més properes
El següent diagrama mostra les poblacions més properes.